# Jacek Strojny
Jacek Strojny (ur. 23 czerwca 1977 w Rzeszowie) – specjalista w zakresie zarządzania projektami, zarządzania publicznego oraz rozwoju regionalnego, doktor habilitowany nauk o zarządzaniu i jakości, profesor Politechniki Rzeszowskiej, w wyborach w 2024 kandydat na prezydenta Rzeszowa, od 2024 radny miasta Rzeszowa (wybrany z listy stowarzyszenia Razem dla Rzeszowa).

## Życiorys
W 2002 ukończył studia z zakresu zarządzania i marketingu na Akademii Ekonomicznej w Krakowie. Doktoryzował się na tej uczelni w 2007 w oparciu o rozprawę pt. Wielowymiarowość związku między przedsiębiorczością jako cechą osobowości przedsiębiorcy a działaniem małej i średniej firmy, za którą otrzymał wyróżnienie Rady Wydziału Ekonomii i Stosunków Międzynarodowych. W 2020 Rada Dyscypliny Nauki o Zarządzaniu i Jakości Politechniki Śląskiej nadała mu stopień doktora habilitowanego w dyscyplinie nauk o zarządzaniu i jakości w oparciu o dzieło pt.: Orientacja procesowo-projektowa organizacji samorządu lokalnego. Wymiary, poziomy dojrzałości, determinanty oraz efekty w zakresie rozwoju lokalnego.
W latach 2002–2007 pracował w Wyższej Szkole Informatyki i Zarządzania w Rzeszowie, początkowo jako asystent, następnie adiunkt. Od 2007 pracował jako adiunkt na Politechnice Rzeszowskiej, a od 2020 jest na stanowisku profesora uczelni. Od 2004 został trenerem i konsultantem biznesowym w firmach doradczych, instytucjach publicznych, uczelniach, m.in. Akademii Górniczo-Hutniczej w Krakowie, Krajowej Szkole Administracji Publicznej, Uczelni Łazarskiego w Warszawie, Wyższej Szkole Europejskiej w Krakowie, Wyższej Szkole Handlowej we Wrocławiu. Uzyskał stopień doktora habilitowanego w dyscyplinie nauk o zarządzaniu i jakości.
Opublikował jako autor i współautor około sto pięćdziesiąt publikacji naukowych. Uczestniczył w kilkudziesięciu konferencjach i sympozjach naukowych w różnych krajach. Odbył szereg staży naukowych, w tym w Bułgarii, Chinach, Gruzji, Hiszpanii, Ukrainie, Uzbekistanie.
W 2013 został ekspertem w ramach Krajowego Systemu Usług. Od 2015 pełni funkcję asesora. Od 2019 jest ekspertem Rządowego Biura Monitorowania Projektów Kancelarii Prezesa Rady Ministrów w zakresie wdrażania polskiej metodyki zarządzania projektami. Od 2020 jest członkiem Rady Programowej w International Project Management Association. W 2020 został kierownikiem Zakładu Zarządzania Projektami na Wydziale Zarządzania Politechniki Rzeszowskiej. Ponadto pełni tam rolę koordynatora specjalności Zarządzanie projektami i Zarządzanie zespołem projektu. Od 2018 kierownik studiów podyplomowych Project Manager na Politechnice Rzeszowskiej. W latach 2021–2023 był ekspertem Związku Miast Polskich do spraw zarządzania procesowo-projektowego w Systemie Monitorowania Usług Publicznych. Od 2023 pełni funkcję przewodniczącego Rady Programowej stowarzyszenia Razem dla Rzeszowa (RdR).
W wyborach samorządowych w kwietniu 2024 uzyskał mandat radnego miasta Rzeszowa w okręgu wyborczym nr 3 z wynikiem 1123 głosów z listy RdR. Był równocześnie kandydatem RdR w wyborach na prezydenta miasta Rzeszowa, gdzie uplasował się na trzecim miejscu zbierając 20,61% głosów. 

## Działalność gospodarcza
W latach 2010–2020 był członkiem rady nadzorczej Ciepłowni Łańcut.
Jest prezesem zarejestrowanej w czerwcu 2021 firmy doradczej Central European Institute of Management o kapitale 10 tys. zł, scharakteryzowanej w Krajowym Rejestrze Sądowym jako „duża/średnia”, w której posiada 15% udziałów.
Od 1 czerwca 2022 zasiada w radzie nadzorczej Społecznej Inicjatywy Mieszkaniowej Południe, utworzonej w lipcu 2021 spółki non-profit o kapitale 44,5 mln zł prowadzącej budowę mieszkań społecznych na wynajem na terenie Mielca, Przemyśla, Sanoka, Ustrzyk Dolnych i gminy Medyka za środki uzyskane z grantów, preferencyjnego kredytu BGK, wkładu przyszłych najemców i dotacji Rządowego Funduszu Rozwoju Mieszkalnictwa.

## Odznaczenia
Otrzymał 7 indywidualnych nagród Rektora Politechniki Rzeszowskiej. W 2015 został odznaczony Brązowym Medalem za Długoletnią Służbę, w 2022 Brązowym Krzyżem Zasługi.

## Pasje
Lubi gotować. Jego hobby to plastyka, ogrodnictwo i turystyka.